# Pessola
Pessola is een plaats (frazione) in de Italiaanse gemeente Varsi.